# Alexandra Polzin

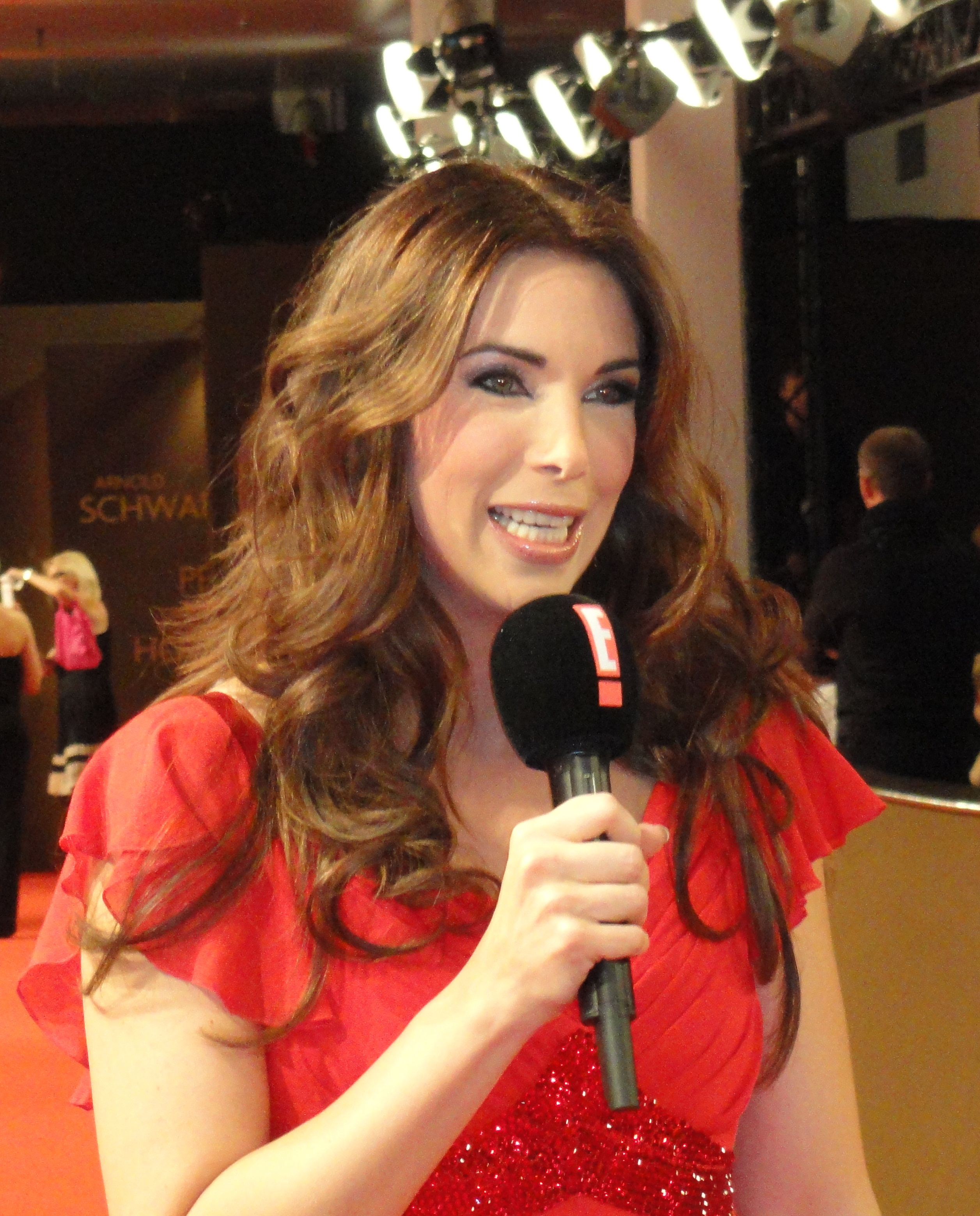
Alexandra Polzin (2011)

Alexandra Regina Polzin (* 21. November 1975 in Berlin) ist eine deutsche Fernsehmoderatorin.

## Leben und Karriere
Nach dem Abitur 1996 am Friedrich-Engels-Gymnasium in Berlin begann Polzin ein Jurastudium. 
Ab 1995 war Polzin bereits in kleinen Fernsehrollen zu sehen, u. a. in der Actionserie Alarm für Cobra 11. Der Durchbruch gelang ihr 2002 bei NBC Europe, wo sie die Rubrik Free and Fun bei GIGA Games moderierte. Bereits zuvor hatte sie kleinere Fernsehauftritte. Von 2004 bis 2005 moderierte sie die Latenight-Sendung Big Brother bei Nachtfalke.
Gemeinsam mit Simon Krätschmer, mit dem sie bereits GIGA Games moderierte, präsentierte sie 2004 begleitend zur fünften Staffel von Freitag bis Sonntag die LateNight-Sendung Big Brother Live auf Tele 5. Ab dem Sendestart am 1. Dezember 2004 bis Anfang 2006 war sie Moderatorin des SMS-Flirt-Senders Traumpartner.tv. 2006 war sie auch im Pay-TV-Sender Premiere vertreten. Zunächst moderierte sie auf PremiereWin die Sendung The race is on und ab 2006 führte sie Interviews mit den Spielern des FC Bayern München für dessen offizielle Internetseite, die dort als Video zu sehen sind. Sie moderierte die Sendung Reisen & Genießen auf Sky, e.clips auf Premiere Star und München Exclusiv auf RTL Süd sowie für PC-Welt.de die Sendung Doppelklick. Von November 2011 bis 2013 moderierte sie für den TV-Sender E! Entertainment das Starmagazin fulminant. 2015 trat sie in der Vox-Doku-Soap Promi Shopping Queen auf. Seit 2015 ist sie Mode- und Lifestylexpertin beim Homeshopping-Kanal HSE24. Zusätzlich arbeitet sie als Mediencoach und Moderatorin für verschiedene Agenturen.
In der Ausgabe 9/2007 des Männermagazins Matador war Polzin mit erotischen Fotos zu sehen.
Polzin engagierte sich 2009 bei der Tierrechtsorganisation PETA gegen die Hundefell- und Katzenfell-Produktion in China.
Seit 2013 ist Polzin mit dem Eurosport-Moderator Gerhard Leinauer verheiratet.